# Arheologija
Arheologija (grško ἀρχαῖος, arkhaīos, »starinski«; in -λογία, -logiā) je ena od samostojnih zgodovinskih znanstvenih ved, ki preučuje človeško preteklost. Od drugih zgodovinskih ved jo loči predvsem način pridobivanja in preučevanja virov. Podobo preteklosti namreč gradi predvsem s preučevanjem materialnih virov, do katerih pride s pomočjo izkopavanj. Vendar pa so izkopavanja le drobec arheološke prakse.

## Prva arheologinja
Po legendi naj bi bila prva arheologinja sv. Helena, mati rimskega cesarja Konstantina Velikega, ki je vpeljal krščanstvo v Rimsko cesarstvo. Kot slednji naj bi tudi ona bila kristjanka. Iskala je križ, na katerem so križali Jezusa. Ko je izkopavala na Oljski gori pri Jeruzalemu, je končno našla mnogo križev. Ker niso vedeli, na katerem je visel Kristus, so pripeljali na goro slepega moža. Začel se je dotikati križev in ko se je
dotaknil Kristusovega, je spregledal.
Sv. Helena je zavetnica arheologov še danes.

## Arheološka praksa
Najprej je treba najdišče odkriti. To je naloga arheološke topografije, ki se začne z načrtnim zbiranjem podatkov o terenskih odkritjih, bodisi že objavljenih ali pa zapisanih v arhivskih dokumentih (pregled zemljevidov za značilnimi ledinskimi imeni). Sledijo terenski pregledi, ki zbrane podatke preverijo na terenu in ob tem iščejo nove možne lokacije poselitve. Za to so potrebni različni postopki, s katerimi arheologi včasih posegajo v zemeljske plasti, včasih pa tudi ne. Najstarejša metoda so načrtni obhodi zemljišča, anketiranje domačinov ter površinski in podpovršinski pregledi z zbiranjem in kartiranjem predmetov, ki so dokaz človekovega bivanja. V zadnjih desetletjih je arheologom v veliko pomoč interdisciplinarno sodelovanje z aerofotografijo, meritvami električne upornosti tal, magnetometričnimi preiskavami in uporabo georadarja ali Lidarja. Pred izkopavanjem se podatki o najdišču dopolnijo s podrobno geodetsko izmero reliefa. Tako zbrani podatki omogočajo kar najbolj gospodarno načrtovanje izkopavanja in so pomemben vir za dokumentiranje stanja pred posegom.
Izkopavanje je lahko le poskusno ali pa načrtno, s tem da so pri poskusnem izkopovalne površine manjše. Pri tem delu je treba poskrbeti za kar najboljšo dokumentacijo, ki pozneje omogoča rekonstrukcijo prvotnega terenskega stanja, saj vsako izkopavanje nepovratno uniči raziskovani del najdišča. Osnovni namen izkopavanja je zaslediti in dokumentirati kulturne ostanke, plasti, sledi dogajanja na zemljišču, za kar so potrebne različne tehnike, ki morajo biti prilagojene posebnostim posameznih najdišč. Dokumentirane morajo biti najdiščne okoliščine vsakega najdenega predmeta, za poznejše laboratorijske analize pa je treba zbrati vzorce ostankov organskega in neorganskega izvora.
Pri vsem tem arheologi sodelujejo z znanstveniki številnih naravoslovnih ved. Tako na primer antropologi preučujejo človeške ostanke, zoologi živalske, botaniki rastlinske, geologi kamninske, metalurgi kovinske, fiziki določajo starost - datirajo po vsebnosti izotopa C-14, lesarji čas rasti lesa po branikah (dendrokronologija). Število sodelujočih ved se nenehno povečuje. Arheologi so koordinatorji med njimi, pa tudi vmesni člen med terenom in laboratorijem. Poleg tega imajo pomemben delež v poizkopovalni obdelavi in razlagi pridobljenih podatkov.
Gradivo, ki ga arheolog preučuje je različno, lahko je le fragment, najdiščni skupek (npr. grobna celota), arheološko najdišče ali skupek najdišč v pokrajini. Vsaka od teh oblik zahteva ustrezno metodo preučevanja.
Med gradivom prevladujejo artefakti. Preden se arheolog loti njihove obravnave, morajo biti očiščeni, konzervirani in slikovno dokumentirani. Nato jih poskusi razvrstiti v podobnostne skupine ter ugotoviti njihovo časovno in kulturno mesto. Iz samih okoliščin najdišča je pogosto mogoče sestaviti relativno časovno zaporedje nastanka posameznih skupin predmetov. Za to je arheologija od geologije prevzela stratigrafsko metodo, po kateri so različne plasti praviloma različne po nastanku in starosti, zgornje mlajše od spodnjih. Podobno velja tudi za širitev v prostoru. Pri večjih grobiščih se na primer pogosto pokaže, da so se širila postopoma. Najdbe na začetnem predelu so torej starejše od tistih na obrobju. Absolutno postavitev v čas pa poleg že omenjenih naravoslovnih metod, omogočajo tudi časovno ozko opredeljeni predmeti (predvsem kavanci), ki izvirajo iz območij pisnih kultur z znanimi zgodovinskimi letnicami. S tako opredeljenimi predmeti je mogoče postaviti v čas tudi njihova najdišča.
Šele ko arheologjia opravi vse to ogromno delo, pretvori predmete v zgodovinsko govorico in jo z drugimi zgodovinskimi vedami združi v enotno pripoved o preteklosti.

## Delitev arheologije z ozirom na časovno obdobje  najdenih predmetov raziskovanja
Arheologi so pričeli deliti arheološke najdbe najprej v dve veliki obdobji in sicer:
- Prazgodovinsko obdobje,
- Zgodovinsko obdobje, to je obdobje, ko med najdbami najdejo tudi zapisane vire, lahko nepopolne ali popolne.

### Delitev prazgodovinske dobe
Arheologi prazgodovinsko dobo poznajo po daljših in krajših obdobjih, poimenovanih s sledečimi imeni:
- Paleolitik,
- Mezolitik,
- Neolitik,
- Eneolitik,
- Bronasta doba,
- Železna doba.

### Delitev zgodovinske dobe
Arheologija zgodovinske dobe se deli glede na predmet raziskovanja, geografsko področje raziskovanja in vrste najdb v:
- Egiptologijo,
- Biblijsko arheologijo,
- Antično arheologijo - proučuje antično civilizacijo Grčije, grške kolonije, Rima in rimskih provinc,
- Starokrščansko arheologijo,
- Srednjeveško arheologijo,
- Novoveško arheologijo,
- Industrijsko arheologijo in razne specialne arheologije.

## Najstarejše človeške kulture
Najstarejše človeške kulture so se razvijale v času, ko se je podnebje na Zemlji močno spremenilo. Takrat so povprečne letne temperature bile med 8 °C in 12 °C, led je pričel pokrivati velike dele zemeljske površine. Severna Evropa je bila pokrita pod ledeno ploščo, led je oklenil tudi Alpe, Karpate in Pireneje. V celoti je bilo po oceni glaciologov pod ledom 55 milijonov km² površine Zemlje, danes jo je npr. le 15 milijonov km². Glaciologi so tudi ugotovili da pleistocen ni imel nenehoma mrzlo obdobje. Temperatura je večkrat zrasla (v medledenih obdobjih) in spet padla v obdobjih poledenitve. V Alpah so zasledili štiri poledenitve, ki so jih imenovali po alpskih rekah Günška poledenitev, Mindelska poledenitev, Riška poledenitev in Würmska poledenitev, vmes pa so bile tri medledene dobe. Prav v času ledenih dob so nastajale prve človeške kulture. Dokaz za človeško kulturo so najdbe orodij. V Evropi je za zdaj prvi človečnjak, ki je zanesljivo znal izdelovati orodje in uporabljati ogenj, vzravnani človek ali Homo erectus, ki so ga odkrili v kraju Bilzigsleben v Nemčiji. Živel je v srednjem pleistocenu njegovo starost na osnovi ostankov ocenjujejo na starost 1.900.000 do 300.000 let. Za izvor človeštva pa antropologi in arheologi postavljajo Afriko, predvsem območje Velikega tektonskega jarka (Rift Valley, ki se vleče od Rdečega morja do Tanzanije. Najdišča se tu raztezajo od Hadarja na severu do jezera Eyasi na jugu. Stara kamena doba ali paleolitik je najstarejše in najdaljše obdobje v človeški zgodovini. Razsežnost tega obdobja arheologi večkrat ponazorijo časovno s prikazom na uri s kazalci, takole: »če bi bilo človeštvo danes staro 24 ur, bi od tega preživelo 23 ur in 55 minut v paleolitiku«. Ves ta čas se je človek preživljal z lovom in nabiralništvom.

## Arheološke najdbe najstarejših kultur v Sloveniji
Najdišča najstarejših človeških kultur v Sloveniji arheologi umeščajo v obdobje pred približno 100.000 leti, strokovno jih imenujejo Mousterienska kultura, čeprav človeških okostij še niso našli, so našli dovolj različnih orodij, ki so jih uporabljali pri vsakdanjem lovu in nabiralništvu. Gorski svet je bil takrat pokrit z ledeniki, ki so segali daleč v rečne doline, kjer so bile večje jame in rovi primerna skrivališča za živali ter začasna bivališča za tedanje ljudi. Našli so ostanke kosti živali katere so ulovili in pojedli. Med kostmi je največ kosti jamskih medvedov, navadnih jelenov, volkov, turov, risov in drugih manjših živali. Takšnih jam so odkrili največ na krasu, na Notranjskem. Znane jame so Betalov spodmol, Postojnska jama, Parska golobina pri Pivki, Kostanjevica ob Krki, Črni kal nad Koprom, Pivška kotlina. Tu je bila pokrajina poleti brez snega in dovolj ugodna za bivanje. Tam so arheologi našli razna orodja, kot so; ročne konice, strgala, kline, narejene iz priročnih kamnov vrste porfir, groh, kvarcit, roženci. Sledile so najdbe iz mlajšega paleolitika, ki je trajal od 40.000 do 8.000 let pr. n. št. Lovci so začeli uporabljati lučalo, lok, harpuno, znali so tudi že organizirati skupinski lov na posamezno divjad, lovske skupine so sledile čredam severnih jelenov, kadar so se ti umikali pred toplejšim podnebjem. Ulov je bil večji, postavljali so si tudi večja bivališča.

### Najdišči Divje babe in Potočka zijalka
Slovenski paleolitik premore dve najdišči, ki močno izstopata iz evropskega povprečja. To sta jamski najdišči Divje babe in Potočka zijalka. Obe najdišči se med seboj dopolnjujeta in slovita po svoji enkratni najdbi. Divje babe so pomembne zaradi najdene najstarejše piščali, Potočka zijalka pa predvsem zaradi najstarejše najdene posebno izdelane šivanke. Oba predmeta sodita med temeljne pridobitve človeštva in še vedno služita svojemu namenu v rahlo spremenjeni obliki, čeprav so od genialnega izuma minila dolga desettisočletja. Tudi ostalo najdeno kameno in koščeno orodje je dobro izdelano, arheologi ga uvrščajo v najstarejši obdobji aurignaciensko in gravettiensko. Takšna orodja so takratni ljudje uporabljali do konca paleolitika